# یاشنگتسا-پارتسله
یاشنگتسا-پارتسله (به لاتین: Jasienica-Parcele) یک روستا در لهستان است که در گمینا اندژیوو واقع شده‌است. یاشنگتسا-پارتسله ۱۰۰ نفر جمعیت دارد.